# Liste des marques de Procter & Gamble
Procter & Gamble est une compagnie de produits de consommation courante qui possède de nombreuses marques. Cet article reprend les différentes marques de ce groupe.

## Marques actuelles
- [1] ; produits détachants sans eau de Javel.
- Always : marque créée en 1983 ; produits d'hygiène féminine.
- Ariel : marque créée en 1967 ; produits de lessive.
- Blendax : marque acquise en 1987 auprès de ses créateurs : pâte dentifrice (connue sous la marque Blend-a-Med) et Blend-a-Dent, crème fixative pour prothèses dentaires ; voir aussi ci-dessous Crest.
- Bounce : assouplissant textile en feuilles.
- Bonux : marque créée en 1957[2] (initialement sous le nom Bonus) ; lessive.
- Bounty (en) : marque créée en 1965 : papier toilette essentiellement commercialisé aux États-Unis.
- Braun : marque acquise avec l'intégration de Gillette en 2005 : rasoirs, hygiène dentaire et épilateurs pour femmes.
- Cascade : marque créée en 1953 : produits pour lave-vaisselle.
- Charmin : marque acquise en 1957 ; papier toilette et serviettes hygiéniques (commercialisée au Royaume-uni sous la marque Cushelle).
- Cheer (en) : marque créée en 1950 : lessive.
- Clairol (en) : marque acquise en 2001 auprès de Bristol-Myers Squibb : produits capillaires (shampooing, teintures...).
- Crest : marque créée en 1955 ; dentifrice (commercialisé sous la marque Blend-A-Med en Allemagne et dans plusieurs pays d'Europe Centrale, et sous la marque Oral-B en France, Europe du Nord, îles Britanniques, Amérique du sud et Afrique).
- Dash : marque créée en 1963 : lessive.
- Dodot : marque acquise en 2013 lors de l'intégration de l'entreprise espagnole Arbora & Ausonia : couches et produits pour bébés.
- Dreft : marque créée en 1933 et Dawn : marque créée en 1967 ; produits de liquide vaisselle, essentiellement commercialisés aux États-Unis (commercialisée sous la marque Fairy dans le reste du monde).
- Febreze : marque créée en 1996 ; produits désodorisants - a absorbé Ambi pur.
- Fixodent : marque créée en ??? : pâte fixative pour appareils dentaires.
- Gain (en) : marque créée en 1969 : lessive et produits adoucissants et assouplissants pour le linge.
- Gillette : marque acquise en 2005 : rasoirs et produits de rasage.
- Head & Shoulders : marque créée en 1961 : shampooing anti-pelliculaire.
- Joy (en) marque créée en 1949 : liquide vaisselle.
- Lenor : marque créée en 1960 ; produits adoucissants et assouplissants pour le linge (commercialisée sous la marque Downy hors de l'Europe, de la Russie, de la Chine et du Japon).
- Monsieur Propre : marque acquise en 1958 auprès de son créateur, Linwood Burton[3] ; produit nettoyant (commercialisé sous la marque Mr. Clean dans les pays anglophones et traduit dans différentes langues selon les pays).
- Olay : marque créée en 1952 : produits de soin pour le visage (commercialisée en France et en Allemagne sous le nom de Olaz).
- Oral-B : marque acquise avec l'intégration de Gillette en 2005 : brosses à dents et produits d’hygiène dentaire.
- Pampers : marque créée en 1961 ; couches et produits pour bébés.
- Pantene : marque acquise en 1985 auprès de Hoffmann-La Roche ; shampooing et produits de soin pour les cheveux.
- Pepto-Bismol : marque acquise auprès de Norwich Eaton Pharmaceuticals en 1982 ; médicament en vente libre à base de sous-salicylate de bismuth destiné à soulager des malaises gastriques courants.
- Salvo : marque reprise en 2000[4] : tablette de lessive pour machine à laver la vaisselle. Cette marque avait été utilisée auparavant pour des tablettes de lessives pour machines à laver le linge.
- Scope (en) : marque créée en 1965 : bain de bouche antiseptique.
- Swiffer : marque créée en 1999 ; plumeaux jetables.
- Tampax : marque acquise en 1997 auprès de Tambrands ; tampons hygiéniques.
- Tide : marque créée en 1946 ; lessive (commercialisée sous la marque Alo en Turquie, Ace en Amérique latine et Vizir en Pologne) ; Tide pod en 2012, dosette de lessive.

### Autres marques
- Era
- Gleem
- Ivory
- Luvs
- Max Factor
- Millstone
- Old Spice
- Puffs
- Secret
- SK-II

## Marques vendues
- 4711, Tosca, Sir Irisch Moos et Extase : marques acquises en 2003 avec l'intégration de Wella et vendues en 2006 à Mäurer & Wirtz : parfums et produits pour la peau
- Actonel : marque créée en 1997, confiée sous licence à Aventis et vendue le 30 octobre 2009 avec l'ensemble du portefeuille de spécialités pharmaceutiques à Warner Chilcott[5] : médicament à base d'acide risédronique utilisé pour fortifier les os, traiter et prévenir l'ostéoporose et traiter la maladie de Paget
- Camay : marque créée en 1926 et vendue en 2015 à Unilever[6] : savons et beauté féminine
- Clearasil (en) : marque acquise avec l'achat, en 1985, de Richardson-Vicks et vendue en 2000 à Boots Healthcare : crèmes anti-acnéïques
- CoverGirl (en) : marque acquise auprès de Noxzema Chemical Company (en) en 1989 et vendue en 2015 à Coty : produits cosmétiques féminins
- Dryel : marque créée en 1998 et vendue en ??? à CR Brands (en) : kit de nettoyage à sec pour usage domestique
- Duncan Hines : marque acquise en 1957 auprès de Nebraska Consolidated Mills et revendue en 1998 à Aurora Foods (maintenant Pinnacle Foods) : produits de préparation pour pâtisserie
- Duracell : marque acquise avec l'intégration de Gillette en 2005 et vendue en 2016 à Berkshire Hathaway[7] : piles électriques et lampes de poche
- Folgers : marque acquise en 1963 et vendue en 2008 à The J.M. Smucker Company : café
- Iams, Eukanuba et Natura, achetées à The Iams Company (dirigée par Clay Mathile) en 1999 et vendues en 2014 à Mars Incorporated (à Spectrum Brands pour la partie Europe) : produits alimentaires pour animaux
- Jif (en) : marque acquise en 1955 auprès de William T. Young (en) du Kentucky sous le nom de Big Top peanut butter et renommée Jif en 1958 ; a été vendue à The J.M. Smucker Company en 2002 : beurre de cacahuètes
- Pétrole Hahn : marque acquise en 1985 auprès des créateurs et vendue en 1998 à Eugène Perma : produits de soins pour les cheveux
- Pringles : marque créée en 1967 et vendue à Kellogg's en 2015 : chips de pommes de terre et de céréales
- Wella : marque acquise en 2003 et vendue en 2015 à Coty : produits cosmétiques, essentiellement destinés aux professionnels
- Zest : marque créée en 1955 et vendue en 2015 à Unilever[6] : savons

### Autres marques
- Biz, vendue à Redox Brands en 2000
- Cinch, , vendue à Shansby Group,
- Chloraseptic,  vendue à Prestige Brands,
- Coast,  vendue à Dial Corporation en 2000,
- Comet (en),  vendue à Prestige Brands,
- Crisco  vendue à J.M. Smucker,
- Hawaiian Punch, vendue à Dr Pepper/7up,
- Lava (en), vendue à WD-40 en 1999,
- Mon Shelle,
- Oxydol vendue à Redox Brands en 2000
- Pert Plus, vendue à Innovative Brands, LLC en juillet 2006,
- Prell,  vendue à Prestige Brands International en 1999,
- Spic and Span, vendue à The Spic and Span Company, une division de Prestige Brands,
- Sunny Delight,  vendue en 2003 à JW Childs Associates,
- Sure,  vendue en octobre 2006 à Innovative Brands,
- Lilt,  vendue à Schwartzkopf/DEP,
- Thrill,
- Top Job,
- Wondra,

Licences possédées par Procter & Gamble dans le passé, mais revendues depuis :
- Dolce & Gabbana : licence de parfums et produits de beauté acquise en ??? et vendue en 2016 à Shiseido[8]
- Dunhill : licence de parfums appartenant à Richemont, acquise en 2003 et perdue en 2013 au profit de Interparfums[9]
- Gucci : licence de parfums et produits de beauté acquise en 2006 auprès de Gucci Group[10] (filiale de PPR) et vendue en 2015 à Coty[11],[12]
- Hugo Boss : licence de parfums acquise en 1984 et vendue en 2015 à Coty[11],[12]
- Lacoste : licence de parfums et produits de beauté acquise en 2001 avec le rachat de la société Jean Patou et vendue en 2015 à Coty[11],[12]

## Marques disparues
- Ambi Pur : marque achetée en 2010 à Sara Lee[13] : désodorisants ; marque fusionnée avec Febreze
- Citrus Hill : marque créée et 1982 et disparue en 1992[14] : jus d'orange ; abandonnée face à la concurrence sur ce marché
- Duz : marque acquise en 1929 auprès de Duz Company et abandonnée en ??? : lessive en poudre
- Encaprin : marque créée en 1983 et abandonnée en 1986 : comprimés d'aspirine ; a dû quitter le marché à la suite de rumeurs d'empoisonnement au cyanure[15]
- Salvo : marque créée en 1960 et supprimée en 1978 : tablette de lessive pour machine à laver le linge ; abandonnée car ne se dissolvait pas entièrement et laissait des traces[16]. La marque a été relancée en 2000 pour un autre produit

### Autres marques
- Banner et White Cloud
- Bold  le produit est encore vendu en Europe,
- High Point,
- Monchelle,
- Puritan oil,
- Rely,
- Thrill
- Wondra
- Pace & SELF

## Autres marques actuellement utilisées
- Alomatik
- Ammens
- Antikal
- Asacol
- Attends
- Attento
- A Touch of Sun
- Aussie
- Ava
- Ayudin
- AZ
- Balsam Color
- Bess
- Bold
- Buffette
- Cheff
- Cierto
- Comet Cleanser
- Cutie
- Dantrium
- Daily Defense
- Daz
- Dial (en)
- Didronel
- Essex
- Ela
- Era
- Escudo
- Evax
- Forte
- Frost & Tip
- Gleem
- Herbal Essences
- Hipoglos
- Hydrience
- Infasil
- Infusium 23
- Inner Science
- Ivory Dish / Ivory Soap / Ivory Snow
- Jar
- Japan Tobbaco International
- Koleston
- Kukident
- Ladysan
- Laura Biagiotti
- Lavasan
- Linedor
- Loreto
- Loving Care
- Luvs
- Macrobid / Macrodantin
- Magia Blanca
- Magistral (es)
- Max Factor
- Max Mara
- Men's Choice
- Metamucil
- Millstone
- Mirage[réf. nécessaire]
- Motif
- Mum
- Muse
- Mythology
- Naturella
- New Wave
- Nice'n Easy
- Noxzema
- NyQuil/DayQuil
- Old Spice
- Perla
- Physique
- Pop
- Prilosec OTC
- Puffs
- Pur
- Rejoice
- Rindex
- Rol
- Roli
- Safeguard
- Senior
- Shamtu
- Shockwaves
- SK-II
- Supremo
- Sure
- Tempo
- Tess
- Tras
- Thermacare
- Ultress
- Unijab
- Valet
- Valentino
- Vencedor
- Venus
- Viakal
- Vicks
- Vidal Sassoon
- Vitapyrena
- Vizir
- Wash & Go
- Whisper
- Wick
- Wash
- XtremeFX
- Yes